# كريس برات
كريس برات (بالإنجليزية: Chris Pratt)‏ مواليد 21 يونيو 1979، هو ممثل أمريكي. برات أصبح معروف بأدواره في المسلسلات التلفزيونية مثل إيفروود (2002-2006) وذا أو سي (2006-2007) و  الحدائق والمنتجعات (2009-2015). مسيرته السينمائية بدأت بأدوار ثانوية في أفلام مثل مطلوب (2008) وكرة المال (2011) و30 دقيقة بعد منتصف الليل (2012) وديليفيري مان (2013) وهي (2013). قبل أن يحقق شهرة كبيرة عندما أخذ الدور رئيسي في فيلم المغامرات والخيال العلمي حراس المجرة (2014)، حيث جسد فيه دور بيتر كويل / ستار لورد. وشارك في العالم الجوراسي (2015).

## الحياة الشخصية
التقى كريس برات بالممثلة آنا فاريس خلال تصوير فيلم خذني إلى المنزل الليلة في 2007. أعلنت خطوبتهما بعد سنتين وتزوجا في بالي في 9 يوليو 2009. وعاشا في منطقة هوليوود هيلز بلوس أنجلوس، كاليفورنيا. ابنهما، جاك، ولد في أغسطس 2012.
كريس مسيحي، وصرح أن ولادة ابنه المبكرة «أعادة إيماني بالرب» بعد أن قام هو وزوجته «بالصلاة كثيراً» حيث كانا خائفين في البداية من حالة تشخيص الطفل.
تربى كريس كلورثري وعمل لاحقاً في منظمة يهود من أجل يسوع، ثم أصبح مسيحي دون طائفة.
في 6 أغسطس 2017 أعلن كريس وآنا انفصالهما القانوني. وفي 1 ديسمبر تم الطلاق رسمياً.

## حياته المهنية
لدى بلوغه التاسعة عشر من عمره، عمل برات نادلًا في مطعم بوبا غامب شريمب كومباني في ماوي عندما اكتشفته الممثلة والمخرجة راي دون تشونج. أعطته الفرصة واختارته في بدايتها الإخراجية، فيلم الرعب القصير «كيرست» الجزء 3، الذي صُوّر في لوس أنجلوس. كان أول دور تلفزيوني منتظم لبرات هو دور هارولد برايتون المعروف باسم أبوت الذكي في سلسلة إيفروود. بعد إلغاء السلسلة، انضم كريس إلى فريق ذا أو سي في الموسم الرابع ولعب دور الناشط وينشستر تشي كوك، وظهر أيضًا في فيلم «وانتد»، الذي ضربه فيه جايمس ماكافوي بلوحة مفاتيح.
عام 2009، بدأ برات في لعب دور آندي دواير ضمن المسلسل الكوميدي باركس آند ريكرياشن. كان من المفترض أن يكون شخصية مؤقتة في المسلسل، لكن  المنتجين أحبوه كثيرًا وطلبوا منه أن يصبح ممثلًا دائمًا معهم. كانت هذه الشخصية هي التي فتحت له باب الشهرة وأطلقت مسيرته الفنية.
لعب برات دور سكوت هاتبرغ العظيم من فريق أوكلاند اتليتيكس في فيلم «موني بول» لعام 2011. قيل له في البداية إنه كان سمينًا جدًا لتمثيل هاتيبرغ، لأن وزنه قد زاد 40 رطلاً (18 كيلوغرام)، وهو ما نسبه برات إلى طهي صديقته آنذاك، الممثلة آنا فارس. قرر برات اتّباع حمية وفقدان بعض الوزن، فعمل بجهد وخسر أكثر من 30 رطلًا (14 كيلوغرام). عندما شعر أنه فقد ما يكفي من الوزن، أرسل صورةً شخصية إلى مدير الممثلين وفاز بالدور. قبل إصدار فيلم «موني بول»، كانت أدوار برات شخصيات شابة وغير ناضجة إلى حد ما. في «موني بول»، لعب دورًا دراماتيكيًا كأب ولاعب بيسبول يخشى ذات يوم أن حياته المهنية قد انتهت وأن لديه مهمة صعبة تتمثل في تعلم وضعية دفاعية جديدة.
أعاد اكتساب وزنه الذي فقده ليظهر في فيلم  «10 سنوات» (2011)، ثم فقده مرة أخرى ليلعب دور جندي في القوات البحرية ضمن فيلم «زيرو دارك ثيرتي» لعام 2012. لعب دور زميل عمل شخصية خواكين فينيكس ضمن فيلم الخيال العلمي «هير Her» للمخرج سبايك جونز في ديسمبر 2013.

## صورته العامة
في شهر مارس من العام 2014، تسلّم برات جائزة «سينما كون» للأداء المبهر. عام 2014، صُنف في المرتبة الثانية ضمن القائمة السنوية لمجلة بيبول بوصفة الرجل الأكثر إثارة على قيد الحياة. ظهر برات على غلاف مجلة إنترتينمنت ويكلي في 18 يوليو، التي وثّقت تطور بنيته الجسدية على مدار 12 سنةً الماضية، بدءًا من وزن 220 رطلًا (100 كيلوغرام) خلال دوره في فيلم «إفروود» إلى 295 رطلًا (134 كيلوغرام) في فيلم «ديلفري مان»، ثم بين 225 و230 رطلًا (102 - 104) خلال دوره في فيلمي زيرو دارك ثيرتي وحرّاس المجرّة.

## حياته الشخصية
في عام 2007، خلال جلسة تصوير فيلم «تيك مي هوم تونايت»، التقى برات بالممثلة آنا فاريس، التي لعبت دور حبيبته في الفيلم. تمت خطبتهما في أواخر عام 2008 وتزوجا في بالي، إندرونيسيا في 9 يوليو عام 2009. عاش الزوجان في حي هوليوود هيلز في لوس أنجلوس، كاليفورنيا. ولد ابنهما جاك في شهر أغسطس من عام 2012، سابقًا موعد ولادته بتسعة أسابيع، وكان يزن 12 أوقية (1.7 كيلوغرام) فقط. صرّح برات بأن ولادة ابنه قبل أوانه «أظهرت حقًا» مدى إيمانه بالرب، بعد أن صلّى طويلًا هو وزوجته خائفين بدايةً من تشخيص طفلهما. انفصل الزوجان عام 2017 وأنهيا طلاقهما في السنة التالية.
بدأ برات علاقة مع المؤلفة كاثرين شوارزينيغر في شهر يونيو من عام 2018. في 13 يناير من عام 2019، أعلن برات عبر حسابه على الانستغرام خطبته بشوارزينيغر. تزوجا في 8 يونيو عام 2019 في مونتيسيتو، كاليفورنيا.
ولد برات لوثريًا (يتبع مذهب اللوثرية)، وعمل لاحقًا لمنظمة «يهود من أجل يسوع»، وأصبح في النهاية مسيحيًا لا طائفيًا.
سياسيًا، صرّح برات بأنه لا يشعر بتمثيل أي من طرفي الطيف السياسي له، وأبدى رغبته في إيجاد أرضية مشتركة بينهما. تبرع برات بمبلغ 1000$ لصالح حملة باراك أوباما الانتخابية عام 2012.

## الأعمال

### أفلام
| سنة  | عنوان بالعربي                    | عنوان اصلي                        | دور                                | ملاحظات           |
| ---- | -------------------------------- | --------------------------------- | ---------------------------------- | ----------------- |
| 2000 | ملعون الجزء الثالث               | Cursed Part 3                     | ديفون                              | فيلم قصير         |
| 2003 | الفريق المتطرف                   | The Extreme Team                  | كينان                              |                   |
| 2005 | غرباء مع الحلوى                  | Strangers with Candy              | براسون                             |                   |
| 2007 | إدارة الكلام                     | Walk the Talk                     | كام                                |                   |
| 2008 | نقانق                            | Wieners                           | بوبي                               |                   |
| 2008 | مطلوب                            | Wanted                            | باري                               |                   |
| 2009 | حروب العرائس                     | Bride Wars                        | فليتشر                             |                   |
| 2009 | عميقاً في الوادي                  | Deep in the Valley                | ليستر واتس                         |                   |
| 2009 | جسم جينيفر                       | Jennifer's Body                   | رومان دودا                         |                   |
| 2011 | خذني إلى المنزل الليلة           | Take Me Home Tonight              | كايل ماسترسون                      |                   |
| 2011 | كرة المال                        | Moneyball                         | سكوت هاتبيرغ                       |                   |
| 2011 | ما هو رقمك؟                      | What's Your Number?               | دونالد المقرف                      |                   |
| 2011 | عشرة سنوات                       | 10Years                           | كولي                               |                   |
| 2012 | خطوبة لخمسة سنوات                | The Five-Year Engagement          | أليكس                              |                   |
| 2012 | ثلاثون دقيقة بعد منتصف الليل     | Zero Dark Thirty                  | جستن                               |                   |
| 2013 | فيلم الثالث و الاربعون           | Movie 43                          | دوغ                                |                   |
| 2013 | سيد الانتقام                     | Mr. Payback                       | داري                               | فيلم قصير         |
| 2013 | رجل التوصيل                      | Delivery Man                      | بريت                               |                   |
| 2013 | هيً                               | Her                               | بول                                |                   |
| 2014 | فيلم الليغو                      | Lego Movie                        | إميت                               | (صوت)             |
| 2014 | حراس المجرة                      | Guardians of the Galaxy           | بيتر كويل / ستار لورد (سيد النجوم) |                   |
| 2015 | العالم الجوراسي                  | Jurassic World                    | أوين غرايدي                        |                   |
| 2016 | الركاب                           | Passengers                        | جيمس بريستون                       |                   |
| 2016 | السبعة الرائعون                  | The Magnificent Seven             | جوش فرايداي                        |                   |
| 2017 | حراس المجرة المجلد الثاني        | Guardians of the galaxy vol. 2    | بيتر كويل / ستار لورد (سيد النجوم) |                   |
| 2018 | المنتقمون: الحرب اللانهائية      | Avengers: the infinity war        | بيتر كويل / ستار لورد (سيد النجوم) |                   |
| 2018 | العالم الجوراسي: المملكة الساقطة | Jurassic world                    | أوين غرايدي                        |                   |
| 2019 | الفتى                            | The Kid                           | جرانت كاتلر                        |                   |
| 2019 | فيلم الليغو 2: الجزء الثاني      | The Lego Movie 2: The Second Part | إميت                               | (صوت) لم يصدر بعد |
| 2019 | المنتقمون : نهاية اللعبة         | Avengers: Endgame                 | بيتر كويل/ستار لورد                |                   |
| 2020 | أونورد                           | Onward                            | الشعير لايتفوت                     |                   |
| 2021 | حرب الغد                         | The Tomorrow War                  | ريكس                               |                   |
| 2022 | العالم الجوراسي 3                | Jurassic World: Dominion          | أوين جرادي                         |                   |
| 2022 | ثور: الحب والرعد                 | Thor: Love and Thunder            | بيتر كويل/ستار لورد                |                   |
| 2023 | حراس غالاكسي فول. 3              | Guardians of the Galaxy Vol. 3    | بيتر كويل / ستار لورد              |                   |
| 2025 | الحالة الإلكترونية               |                                   |                                    |                   |

### تلفزيون
| سنة       | عنوان بالعربي       | عنوان اصلي             | دور                         | ملاحظات                                 |
| --------- | ------------------- | ---------------------- | --------------------------- | --------------------------------------- |
| 2001      | الصيادة             | The Huntress           | نيك أوين                    | حلقة: "?Who Are You"                    |
| 2002–2006 | إيفروود             | Everwood               | هارولد برايتون "برايت" أبوت | 89 حلقة                                 |
| 2005      | طريق الدمار         | Path of Destruction    | ناثان ماكين                 | فيلم تلفزيوني                           |
| 2006–2007 | ذا أو سي            | The O.C                | وينشستر "تشي" كوك           | 9 حلقات                                 |
| 2008      | الرجل الوطواط       | The Batman             | جيك                         | صوت، حلقة "Attack of the Terrible Trio" |
| 2009–2015 | الحدائق والمنتجعات  | Parks and Recreation   | اندي دواير                  | 117 حلقة                                |
| 2010–2011 | بن 10: ألتيمت إليين | Ben 10: Ultimate Alien | كوبر دانيلز                 | صوت، حلقتين                             |
| 2014      | ساترداي نايت لايف   | Saturday Night Live    | نفسه                        | حلقة: "كريس برات/أريانا غراندي"         |

### ألعاب الفيديو
| سنة  | عنوان بالعربي                      | عنوان اصلي                                | دور             |
| ---- | ---------------------------------- | ----------------------------------------- | --------------- |
| 2010 | بن 10 ألتيمت إليين: كوسمك دستراكشن | Ben 10 Ultimate Alien: Cosmic Destruction | كوبر دانيلز     |
| 2012 | ستار وورز كينكت                    | Kinect Star Wars                          | أوبي وان كينوبي |
| 2014 | لعبة فيديو فيلم الليغو             | The Lego Movie Videogame                  | ايميت بروكاوسكي |
| 2015 | ليغو العالم الجوارسي               | أوين غرايدي                               |                 |

## وصلات خارجية
كريس برات على موقع IMDb (الإنجليزية)
- كريس برات على موقع ميتاكريتيك (الإنجليزية)
- كريس برات على موقع روتن توميتوز (الإنجليزية)
- كريس برات على موقع مونزينجر (الألمانية)
- كريس برات على موقع قاعدة بيانات الأفلام العربية
- كريس برات على موقع ألو سيني (الفرنسية)
- كريس برات على موقع ميوزك برينز (الإنجليزية)
- كريس برات على موقع تيرنر كلاسيك موفيز (الإنجليزية)
- كريس برات على موقع أول موفي (الإنجليزية)
- كريس برات على موقع بوكس أوفيس موجو (الإنجليزية)